# Imprese
Die Imprese ist ein personenkennzeichnendes Sinnbild, das einen kurzen persönlichen Wahlspruch (Devise), mit einem symbolischen Bildmotiv verbindet. Durch Analogie zu dem im Bild (pictura) dargestellten Sachverhalt (res significans) und zu dessen signifikanten Eigenschaften bezeichnet eine Imprese ideale Eigenschaften, die sich der Träger der Imprese als in der Imprese versinnbildlichten Sachverhalt (res significata) selbst zuschreibt.
Impresen wurden seit der Mitte des 14. Jahrhunderts als persönliche Abzeichen verwendet. Da sie oft auch ergänzend zu dem Familienwappen ihres Trägers eingesetzt wurden, werden Impresen auch der Heraldik zugeordnet. Der Wortbedeutung (ital. impresa= Unternehmung) entsprechend, wurden manche Impresen aber auch anlassbezogen für eine bestimmte Unternehmung wie etwa Kriegszüge und andere Feindseligkeitsbekundungen, einen politischen Parteienwechsel, ein persönliches Bekenntnis, oder Hochzeiten geschaffen und eingesetzt. Ab Mitte des 16. Jahrhunderts erschienen Bücher mit kommentierten Sammlungen von Impresen.
- Giovanni Battista Pittoni, Lodovico Dolce: Imprese di diversi prencipi. Giovanni Battista Bertoni, Venedig 1602.[3]

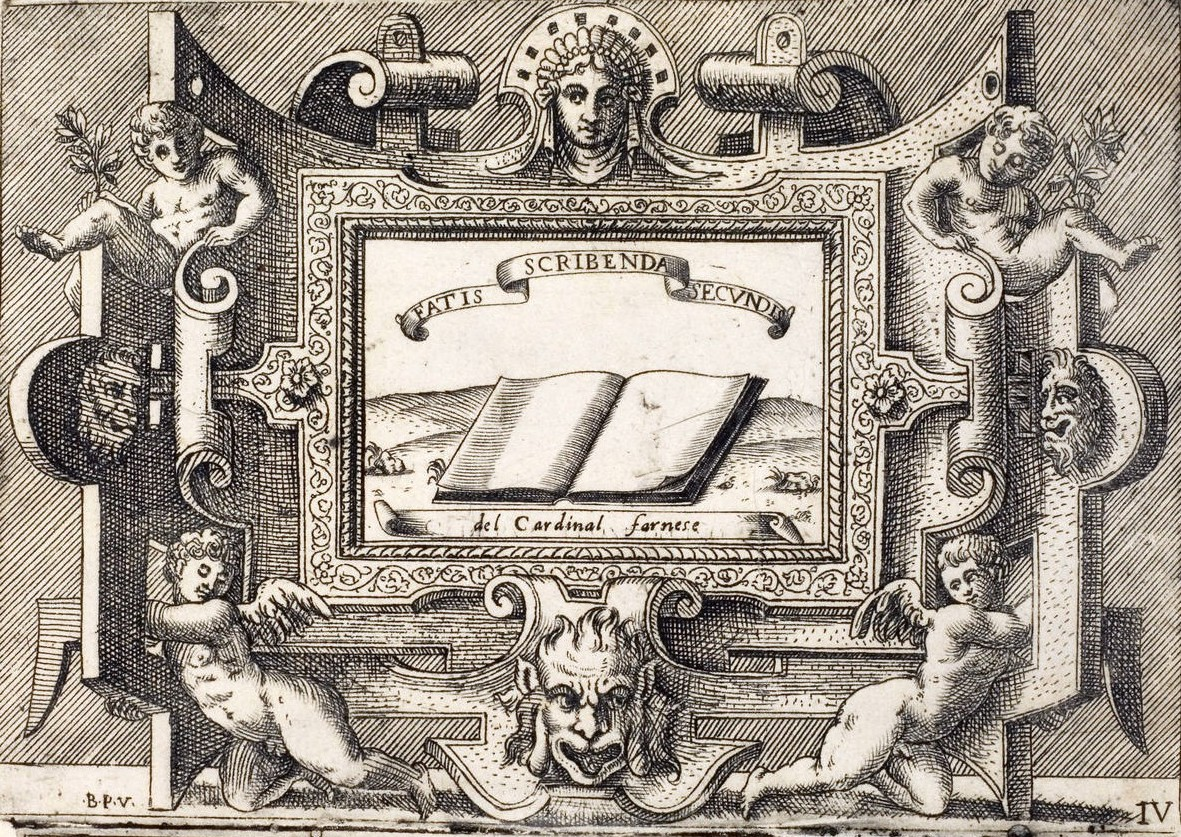
Imprese des Kardinals Alessandro Farnese
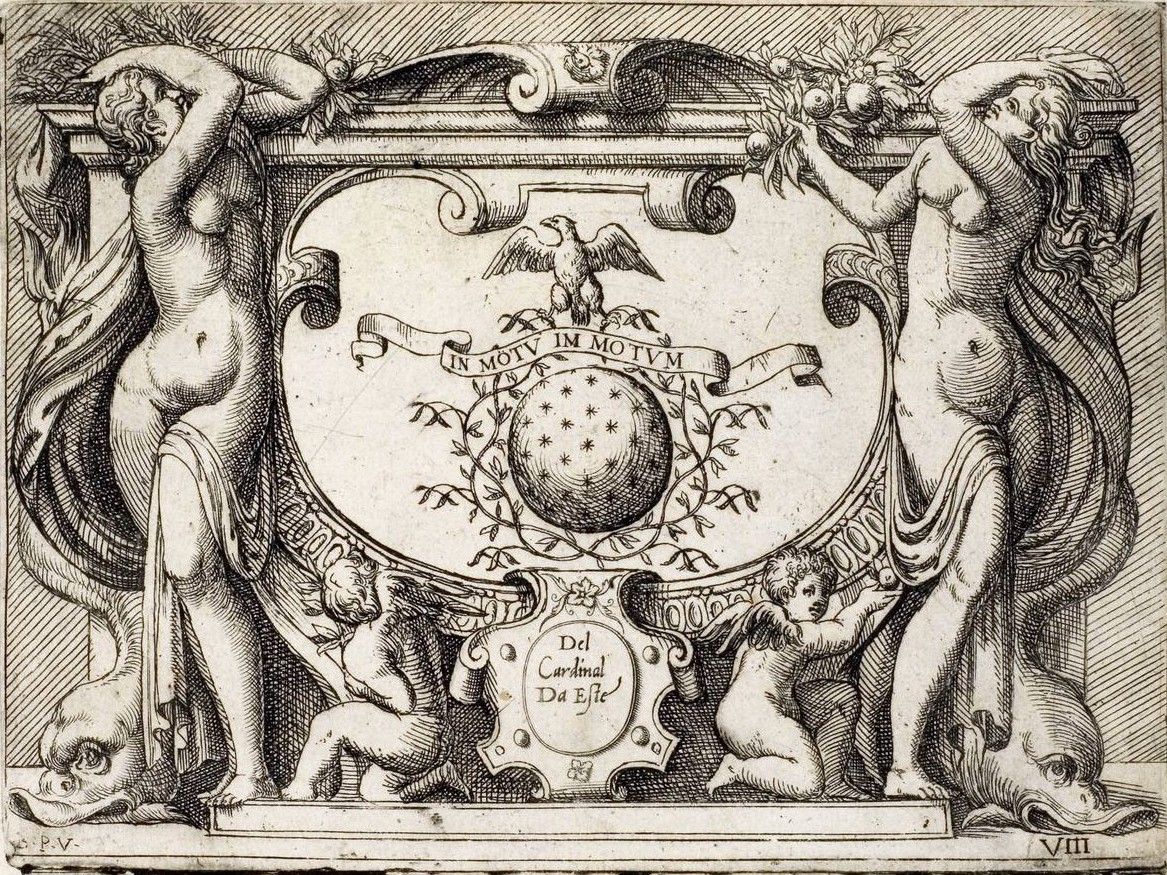
Imprese des Kardinals Ludovico d’Este
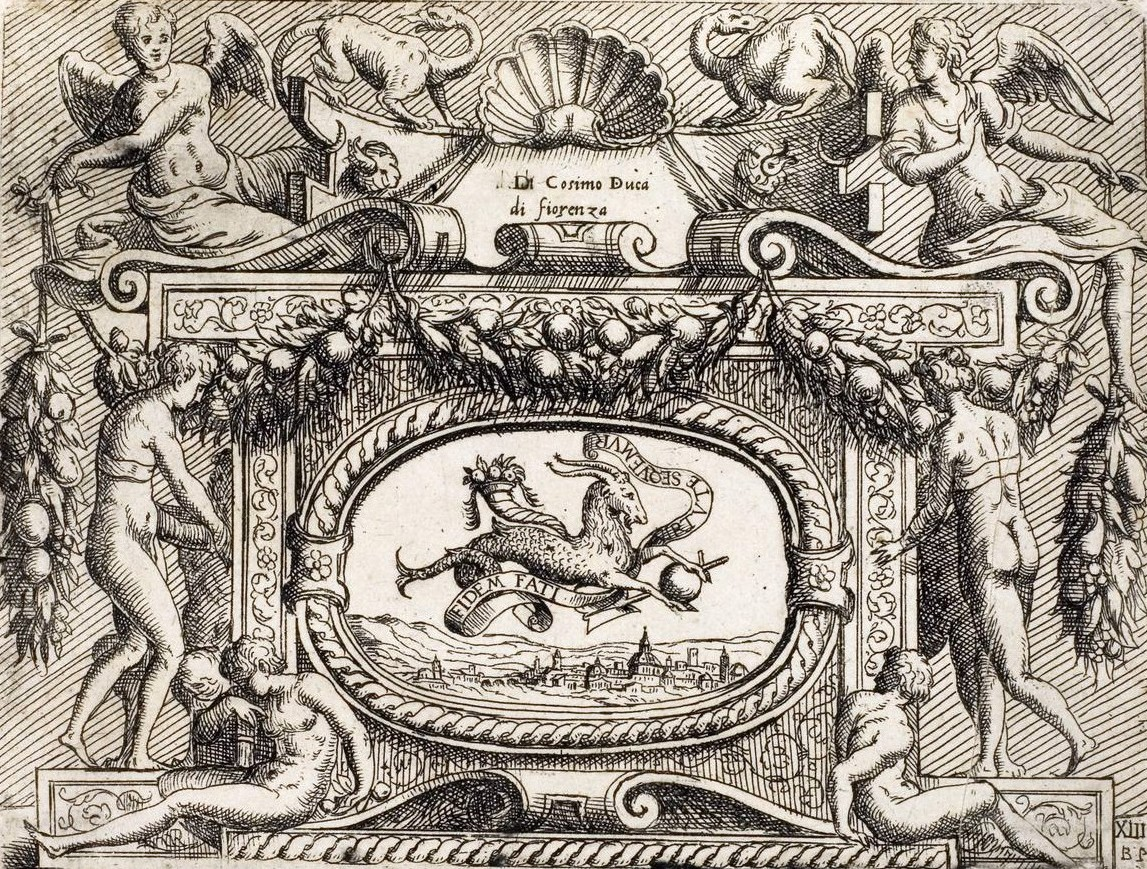
Imprese des Herzogs Cosimo von Florenz
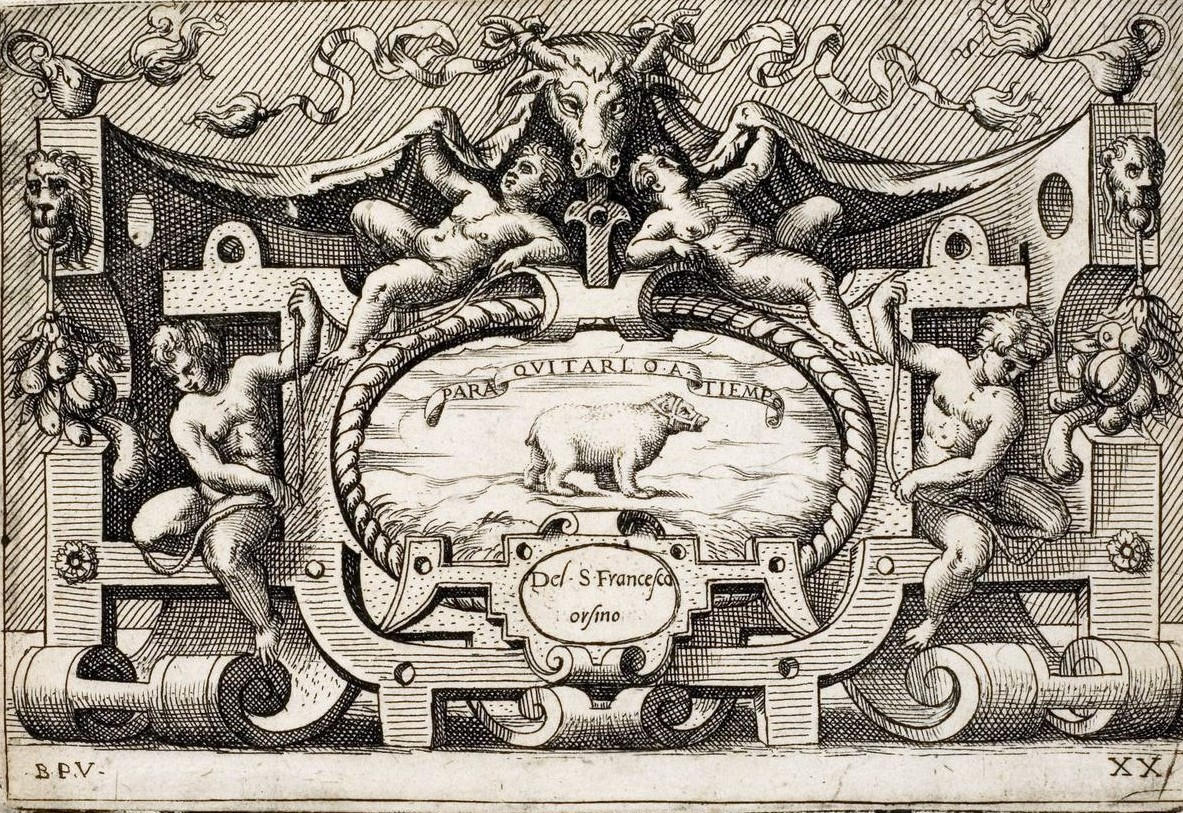
Imprese von Francesco Orsini

## Bezüge zu anderen Sinnbildgattungen
Das Symbolrepertoire der Impresenkunst entstammt oft der Renaissance-Hieroglyphik. Mit dieser Bildgattung teilt die Impresenkunst auch die Hermetik ihrer Sinnbilder, ihr Bemühen um eine nur für Eingeweihte dechiffrierbare Verschlüsselung und damit ihre Adressierung an einen kleinen erlesenen Kreis.
Impresen gehören auch zu den Quellen, aus denen seit den 1520er Jahren die Emblematik entwickelt wurde. Im Erscheinungsbild ähneln Impresen den frühneuzeitlichen Emblemen, die ebenfalls einen Titel (Lemma) und ein Bild (Ikon) zeigen. In vielen Impresenbüchern ist jeder abgebildeten Imprese wie einem Emblem auch ein Epigramm beigegeben. Die Praxis und Theorie der Impresen wird in der frühneuzeitlichen Emblemtheorie zur Festlegung von Normen der Emblemkunst herangezogen. Bei aller formalen Verwandtschaft unterscheiden sich Imprese und Emblem allerdings in wesentlichen gattungsspezifischen Merkmalen. Anders als bei einem Emblem, in denen Epigramme Bestandteil des Emblems sein können, sind Epigramme bei Impresen immer nur erläuternd beigefügt und nie Bestandteil der Imprese selbst. Wo ein Epigramm zu einer Imprese hinzugefügt ist, beschränkt es sich vielmehr darauf, die Analogie zwischen der res significans der Imprese sowie ihren signifikanten Eigenschaften einerseits und den idealen Eigenschaften des Impresenträgers anderseits zu kommentieren. Während in einem Emblem in Bild und/oder Text die potentielle Deutungsvielfalt der dargestellten res significans durch Definition einer auslegungsrelevanten signifikanten Eigenschaft und durch Bezugssetzung auf einen bestimmten Wissens- oder Handlungsbereich und damit auf eine bestimmte res significata hin eingeschränkt wird, bleibt die potentielle Deutungsvielfalt der dargestellten res significans bei einer Imprese innerhalb von Bild und Devise bestehen. Zudem versinnbildlichen Embleme stets allgemeingültige Aussagen etwa zu Moral, Ethik, Religion Politik oder Alltagshandeln, während sich Impresen stets nur auf den Charakter und die Handlungen eines einzelnen Impresenträgers beziehen. Gerade da die jeweilige res significans einer Imprese – anders als die eines Emblems – aufgrund ihrer uneingeschränkten Vieldeutigkeit je nach Lebenslage des Impresenträgers immer wieder neu auf weitere Handlungen und Charakterzüge des Impresenträgers hin gedeutet werden kann und die meist über lange Zeiträume unverändert bleibende Form von Bild und Devise der Imprese doch zugleich Konstanz und Verlässlichkeit präsentiert, demonstrieren Impresen gleichermaßen situationsadäquate Flexibilität, ethische Stabilität und soziale Verlässlichkeit und fördern so die soziale Positionierung ihres Trägers.

## Geschichte

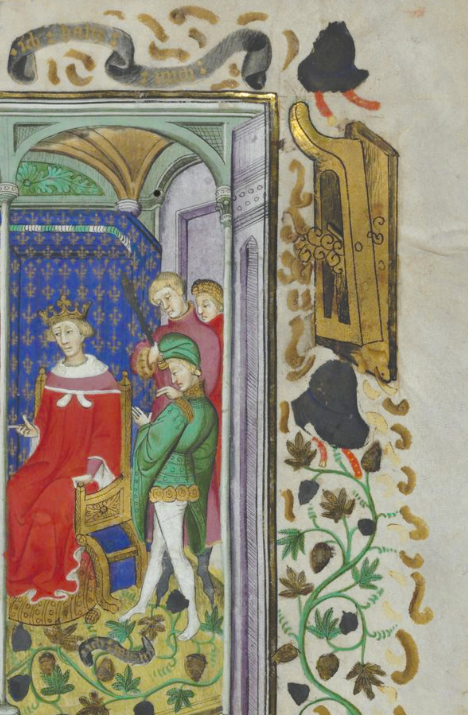
In der Randleiste: Imprese des Herzogs Johann Ohnefurcht von Burgund: Hobel mit Spänen und Spruchband mit der Devise „Ich haltz mich“ (= Ich halte mich zurück). In: Anonym: De informatione principum / Le Livre de l’informacion des roys et des princes. Übersetzung ins Französische von Jean Golein, 1408–1409, Brüssel. Koninklijke Bibliotheek van België (KBR), ms 9475.De informatione principum, Brüssel Koninklijke Bibliotheek van België (KBR), ms 9475, 1408–1409, fol. 92^{v}.

Die Wiederbelebung der antiken Tradition, eine persönliche Devise mit einem zugehörigen Bild zu verbinden, beginnt in der Mitte des 14. Jahrhunderts. Englische, burgundische, französische und bald auch deutsche, polnische, spanische und portugiesische Adelige begannen damals, in Verbindung mit ihren Familienwappen persönliche Devisen und Sinnbilder zu zeigen. Impresen wurden sowohl von ihrem Träger als oftmals auch von ihrem Gefolge als Abzeichen an Turnierharnischen, Kleidungsstücken, Kopfbedeckungen und in Schmuckstücken getragen oder dienten als Kennzeichen an Bauwerken, Einrichtungsgegenständen, Grabmälern, Wandbehängen und Geschirr, in Siegeln, auf Fahnen, Münzen und Plaketten sowie in Miniaturen der Buchmalerei. Schon im 15. Jahrhundert waren Impresen bei Adel und gehobenem Bürgertum in Europa weit verbreitet. Vertreter der Ritterschaft brachten die Form von den Höfen Burgunds und Frankreichs nach Italien, wo sie schnell aufgegriffen, weiterentwickelt und mit dem Gattungsbegriff Imprese versehen wurde. Im 16. Jahrhundert entstand insbesondere dort eine umfangreiche Literatur über Impresen, in welcher Regeln festgelegt, zahlreiche neue Impresen erfunden und deren Auslegung diskutiert wurden. Eine Sammlung von Impresen publiziert 1551 erstmals Claude Paradin (um 1510–1573) unter dem Titel Devises heroïques in Lyon. Während Paradins Ausgabe Devisen und Bilder zeigte, erschien die erste Ausgabe des Dialogo dell'imprese militari e amorose des italienischen Historikers Paolo Giovios (1483–1552) 1555 in Rom noch ohne Abbildungen. Giovio, der sonst vor allem als Verfasser historischer Schriften hervorgetreten ist und später das Amt des Bischofs von Nocera bekleidete, führt dort ein Gespräch vor, in dem er Lodovico Domenichi (1515–1564), seinen späteren Herausgeber, in die Welt der Impresen einführt. Nach einer Skizze der auf die Antike zurückgehenden Herkunft der Impresen formuliert Giovio dort fünf Grundregeln für die Erfindung vollkommener Impresen und rezensiert dann zahlreiche Beispiele. Die vielen Neuauflagen und Übersetzungen dieses wegweisenden Werks, die ab 1559 erschienen, zeigen die Impresen dann auch mit Devise und Bild.
Giovio fordert für eine vollkommene Imprese die Beachtung von fünf allgemeinen Regeln („conditioni universali“):
1. ein rechtes Verhältnis zwischen Seele (Devise) und Körper (Bild),
2. dass sie nicht so dunkel sei, dass eine Sibylle zur Interpretation nötig, doch auch nicht so klar, dass jeder Plebejer sie verstehen kann,
3. dass sie insgesamt schön anzusehen sei und sehr heiter erscheine mit Sternen, Sonne, Mond, Feuer, Wasser, grünenden Bäume, mechanischen Instrumenten, phantastischen Tieren und Vögeln,
4. nicht irgendwelche menschlichen Formen zu suchen,
5. das Motto, die Seele, die die Seele des Körpers ist, allgemein in einer für den, der die Imprese herstellt, fremden Sprache, damit der Sinn etwas verdeckt sei, auch sei es kurz, damit es zweifelhaft sei.[20][21][22][23]

## Beispiele
- De informatione principum. 1408–1409, Koninklijke Bibliotheek van België (KBR), Brüssel, ms 9475.[24]

- fol. 1r.
- fol. 42r.
- fol. 81r.
- fol. 92v.

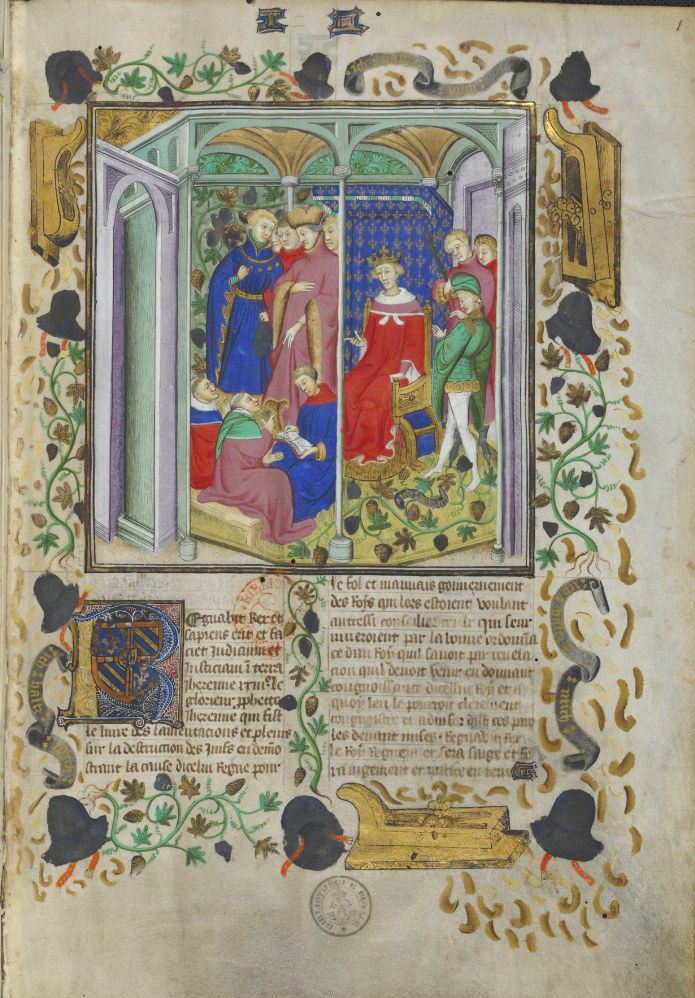
fol. 1^{r}.
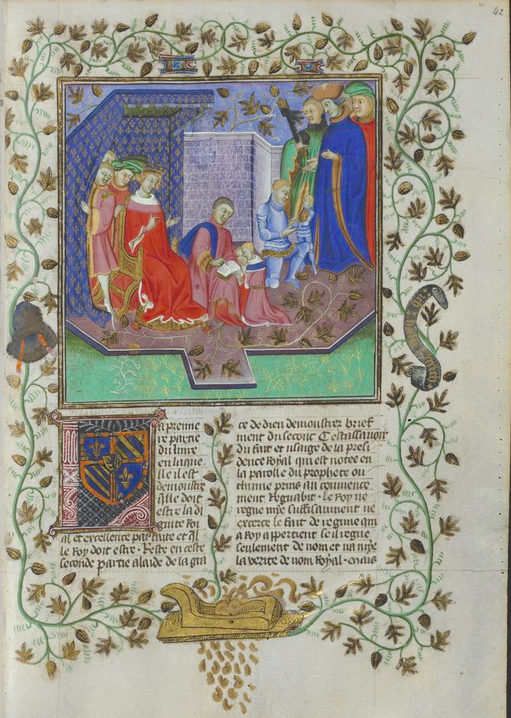
fol. 42^{r}.
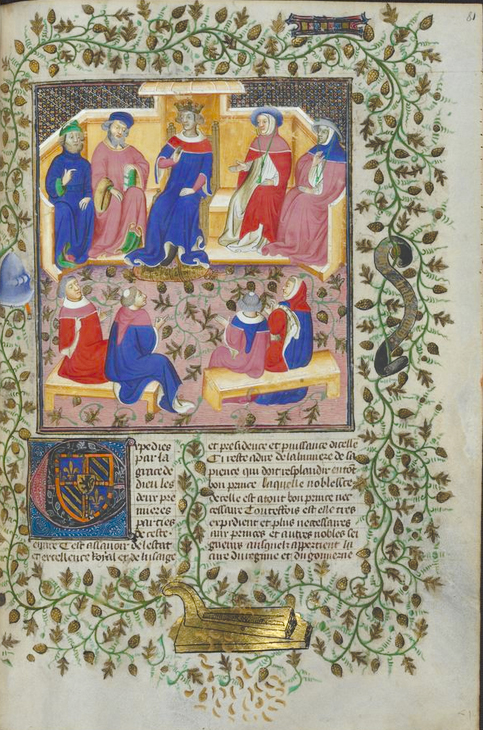
fol. 81^{r}.
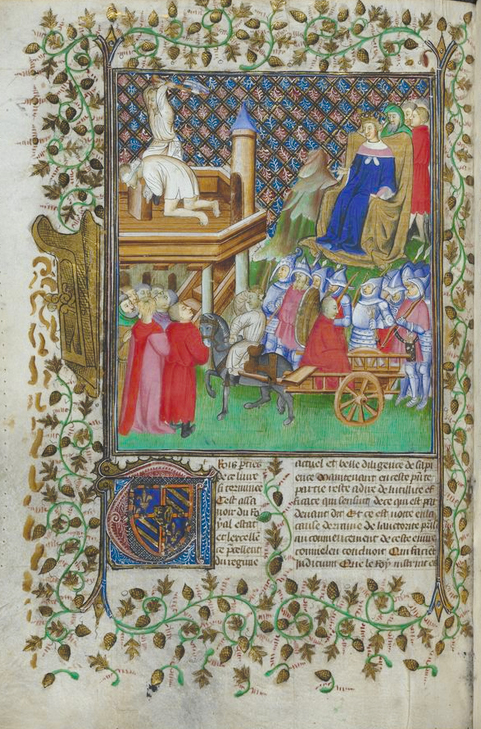
fol. 92^{v}.

In den Randleisten der vier illuminierten Seiten des Liber de informatione principum (lateinisch Buch über die Belehrung des Fürsten) von 1408–1409, der französischen Übersetzung eines lateinischen Fürstenspiegels, wird eine Imprese seriell wiederholt, die Johann Ohnefurcht, Herzog von Burgund (1371–1419), ab 1405 an seiner gesamten Ausstattung anbrachte und in seiner Umgebung verbreitete. In den Randleisten der vier Illuminationen begleitet dort immer wieder unter der Devise „Ich haltz mich“ (= Ich mäßige mich) ein Hobel bei der Arbeit mit herumfliegenden Spänen die Erörterung der Aufgaben eines Fürsten. In der Imprese demonstrierte Johann Ohnefurcht seinen Einsatz für die Ausrottung der Korruption, für eine „reformation“ des Königreichs Frankreich und für die Wiederherstellung einer gradlinigen Gerechtigkeit zugunsten der ausgebeuteten und betrogenen einfachen Leute. Ganz konkret ließ er das Buch wohl zur nachträglichen Legitimierung des von ihm 1407 als Gipfel seiner Kampagne angeordneten Mordes an Ludwig von Valois, Herzog von Orléans (1372–1407), dem Bruder des französischen Königs Karl VI. (1380–1422), wegen dessen angeblichem Hochverrat anfertigen. Insbesondere das letzte Bild, in dem die Arbeit des Hobels parallel zu einer Enthauptung erfolgt und die Hinrichtung so als Beitrag zur Begradigung einer durch Korruption hervorgerufenen Deformation der Gerechtigkeit erscheint, zeigt die enge Verbindung der Impresen mit Handlungsmotivation und -legitimation der Impresenträger.

Unter dem Motto „Je he ce que mord“ (Übersetzung aus dem Altfranzösischen: „Ich hasse das, was beißt.“) unterstreicht auf der Rückseite eines Rogier van der Weyden (* 1399 oder 1499–1464) zugeschrieben Porträts eines Mannes die Darstellung einer Stechpalme, die mit ihren Stacheln alle Tiere abwehrt, die sie sonst fressen würden, die Unangreifbarkeit des Porträtierten. 

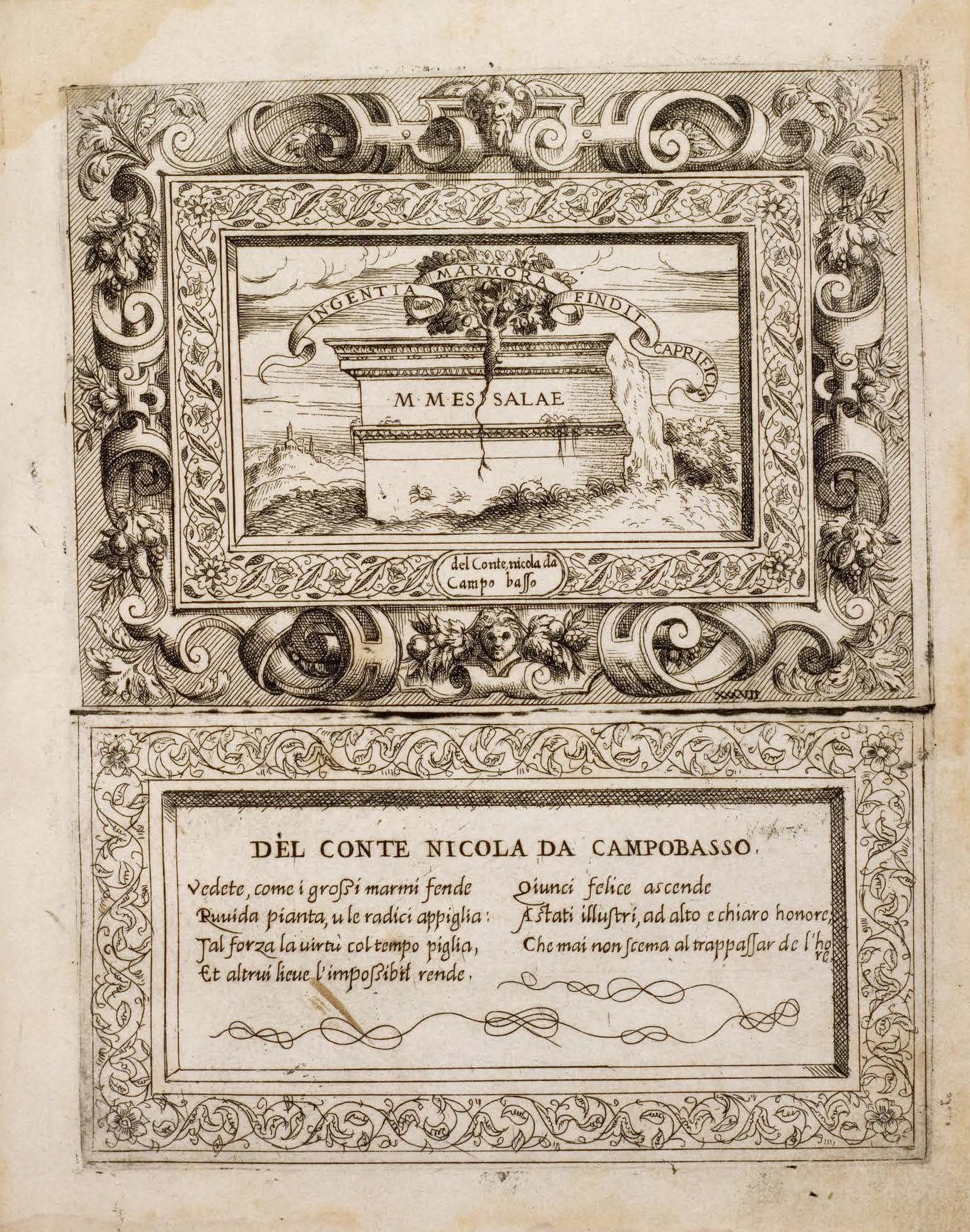
Giovanni Battista Pittoni (Bild und Devise): Imprese des Grafen Nicola da Campobasso, Radierung.
Ludovico Dolce (Gedicht als Bildunterschrift): Del Conte Nicola Campobasso.
In: Giovanni Battista Pittoni, Lodovico Dolce: Imprese di diversi prencipi. Giovanni Battista Bertoni, Venedig 1602, Nr. XXXVII.

Die gesamte gattungsspezifische Funktionsweise der Impresenkunst lässt sich etwa an der Imprese des Grafen Nicola da Campobasso (= Nicola di Monforte-Gambatesa; = Cola di Monforte; 1415–1478) in den 1602 in Venedig – als Nachdruck der Illustrationen und Texte des zweiten Bandes der Erstausgabe von 1562–1566  – erschienenen Imprese di diversi principi, duchi, signori e d’altri personaggi et huomi illustri des Giovanni Battista Pittoni des Älteren (um 1508/1520–1583) mit den erläuternden Gedichten des Lodovico Dolce (1508–1568) demonstrieren. Wie in der gesamten Ausgabe zeigt auch hier das Bild die lateinischsprachige Devise als Inschrift (inscriptio) auf einem Spruchband eng verbunden mit einer Darstellung der dort benannten res significans. Ein aufwendiger Schmuckrahmen rahmt die Imprese, und darunter erläutert ein Gedicht als Untertitel (subscriptio) in italienischer Sprache deren Bedeutung. Die präsentierte Devise Colas lautet: „Gewaltige Marmorblöcke spaltet der Feigenbaum“. Der Satz variiert eine Zeile aus einem Epigramm Martials (40 nach Christus – 103/104 nach Christus): „Die Marmorblöcke des Messala spaltet der Feigenbaum“ (Epigramme X,2). Martials Mahnung vor dem Hochmut der Macht im Bild der Erosion des einstigen Ruhms des römischen Feldherrn Manius Valerius Maximus Corvinus Messalla (3. Jahrhundert vor Christus) durch einen kleinen Feigenbaum wendet die Devise in einem Perspektivwechsel zu einem Signet neuer Macht um, indem sie dem Impresenträger nun die Kraft des kleinen Feigenbaums zuschreibt. Entsprechend demonstriert das Bild der Imprese nicht nur die in der Devise betonte Sprengkraft der Wurzeln des Feigenbaums, die den Marmor in der Mittelachse des Bildes senkrecht spalten. In einer weiten Landschaft rückt das Bild das Bäumchen zudem auch dergestalt ins Bild, dass seine Krone nun in der Mittelachse der Bildfläche über dem als Teil eines mächtigen Gesimses geformten Marmorblock zu triumphieren scheint. Anders als die Devise nennt das Bild in einer Inschrift auf dem Marmorblock den von Martial angeführten Feldherrn beim Namen: „M. Messalae“. Zur Visualisierung von Martials Gedanken teilt die Wurzel des Feigenbaums den Marmorblock hier nun genau in der Mitte des Schriftzuges, vernichtet mit dem Marmor also auch den Namen des großen Feldherrn und damit sogar dessen Nachruhm.
Die res significans dieser Imprese ist nicht mehr der von Martial fokussierte allgemeine Verfall, dem selbst der in den Marmorblöcken des Messala versinnbildlichte Ruhm des römischen Feldherrn mit der Zeit unweigerlich ausgesetzt ist. Vielmehr steht jetzt die Gewalt des Feigenbaums im Zentrum, an einem solchen Inbild der Macht die eigene Kraft zu beweisen, auch noch das Mächtigste zu zerstören, sich in ihm aber zugleich festzukrallen und daraus seine eigenen Anspruch auf einen eigenen Ruhm zu begründen, der selbst über den eines Feldherrn Messala hinausreicht. Die Erläuterung unter Devise und Bild spricht diese Umkehrung klar aus: „Seht, wie die rauhe Pflanze die großen Marmorblöcke spaltet und sich mit ihren Wurzeln festklammert: Solche Kraft gewinnt die Tugend mit der Zeit und macht anderen das Unmögliche leicht. Von hier steigt er [gemeint ist hier offensichtlich der Impresenträger] glücklich zu erlauchtem Rang auf, zu hohem und berühmtem Ansehen, das beim Verstreichen der Stunden niemals abnimmt.“
Schon die unbebilderte erste Auflage von Paolo Giovios Dialogo dell’imprese militari et amorose hatte 1555 diese Imprese beschrieben und den konkreten Anlass zu ihrem Einsatz skizziert und den Rezipienten dabei in die französische und burgundische Hofkultur des 15. Jahrhunderts als historischen Herkunftsort der Renaissance-Imprese zurückgeführt: Als Campobasso dem Herzog Karl dem Kühnen von Burgund (1433–1477), in dessen Diensten er sich als Söldnerführer aus niedrigem Neuadel verdingen musste, im Kriegsrat widersprochen hatte, war der demnach cholerisch geworden und hatte Campobasso sogar ehrverletzend geohrfeigt. Wie Giovio schildert, schob Campobasso die Revanche für diese Beleidigung dann solange auf, bis er den Herzog René II. von Lothringen (1473–1508), der auf der Seite des französischen Königs Ludwig XI. (1423–1483) gegen Karl ins Feld zog, ermuntern konnte, Karl anzugreifen und ihm zudem zusagte, den Herzog von Burgund im Stich zu lassen und die Fronten zu wechseln. Als Karl der Kühne hierdurch die Schlacht van Nancy am 5. Januar 1477 verlor und fiel, schloss sich Campobasso dem französischen König an und trug dabei demonstrativ „auf seiner Flagge die Darstellung eines großen Stücks antiken Marmors, das in der Mitte von der Kraft eines wilden Feigenbaumes gebrochen wurde, der mit der Zeit Zerfall bringt, indem er mit langsamer Gewalt durch die Risse und Spalten dringt. Und darüber trug er das Motto, das Martial entnommen war, der gesagt hat: ‚GEWALTIGE MARMORBLÖCKE SPALTET DER FEIGENBAUM.‘ Und es wurde diese Imprese nicht nur als schön betrachtet, sondern auch als beispielhaft für Fürsten, die ihre überaus edlen und bedeutenden Diener nicht in cholerisch herabwürdigen sollten.“
Die ab 1559 erschienenen illustrierten Ausgaben von Giovios Impresenbuch fügten dieser Schilderung eine Radierung mit der Darstellung der Imprese Campobassos hinzu, dessen Bildmotiv und Devise dann auch alle Ausgaben des ab 1566 erschienenen Impresenbuchs Pittonis übernahmen. Dass die bis dahin nur literarisch überlieferte Imprese Campobassos Giovios die fünf allgemeinen Regeln für eine vollkommene Imprese erfüllt, war nun auch unmittelbar einsehbar: Die Devise als Seele und das Bild als Körper der Imprese sind untrennbar zu einem Gesamtargument verbunden. Die Imprese ist nicht unverständlich, der Rezipient benötigt aber ein nicht jedermann verfügbares Wissen zu der antiken Quelle, wie zum zeithistorischen Kontext. Die Pracht des Architekturfragments, wie auch die wachsende und früchtetragende Pflanze verleihen dem Bild ein angenehmes Aussehen. Ein Phänomen der sozialen Welt wird erörtert, ohne menschliche Formen zeigen zu müssen. Die Kürze sowie die stilistisch perfekte Latinität der Devise fordern die philologische Bildung wie die Kombinationsgabe des Rezipienten heraus und machen die Devise zugleich gut einprägbar.
Pittoni beschränkte die Darstellung der Imprese auf Bild, Devise und ein seinerseits eher enigmatisches knappes Erläuterungsgedicht, das Giovios ausführlichere Schilderung des historischen Kontextes ersetzt. Da das Gedicht auf diesen Zusammenhang aber anspielt, setzt die neue Präsentation beim Rezipienten Vorwissen oder die Bereitschaft voraus, sich aus anderen Quellen kundig zu machen. Damit findet Pittoni, wie viele andere Impresenbücher auch, einen Mittelweg zwischen Giovios ausführlicher Darstellung des konkreten biographischen und historischen Kontextes und der Beschränkung auf eine unkommentierte Präsentation von Bild und Devise in Paradins erstem Impresenbuch von 1551.

## Impresensammlungen (Auswahl)
- Claude Paradin: Devises heroïques. Jean de Tournes, Guillaume Gazeau, Lyon 1551 (Digitalisat in French Emblems at Glasgow).
- Paolo Giovio: Dialogo dell’imprese militari et amorose. Antonio Barre, Rom 1555 (unbebilderte Erstausgabe) (Digitalisat in GoogleBooks); erste bebilderte Ausgabe: Ders.: Dass. Guglielmo Roviglio, Lyon 1559 (Digitalisat in Internet Archive); die weiteren Ausgaben ab 1561 enthalten Gabriele Simeoni: Le Imprese heroiche et morali; z. B.: Paolo Giovio: Dialogo Dell’Imprese Militari Et Amorose (Digitalisat in Münchener DigitalisierungsZentrum). Guiglielmo Roviglio, Lyon 1574, S. 7–167. Diese Ausgabe enthält auch: Gabriele Simeoni: Le Imprese heroiche et morali (S. 168–215); Lodovico Domenichi: Ragionamento […] Nel quale si parla d’Imprese d’armi, e d’Amore (S. 216–280).
- Gabriele Simeoni: Le Imprese heroiche et morali. Guiglielmo Roviglio, Lyon 1559 (Digitalisat in Münchener DigitalisierungsZentrum).
- Giovanni Battista Pittoni, Lodovico Dolce (Stanze): Imprese di diversi prencipi duchi, signori, e d’altri personaggi et huomini letterati et illustri. 2 Bände. Venedig 1562–1566. Band 1: 1562 (Digitalisat in Internet Archive); Band 2: 1566 (Digitalisat in Münchener DigitalisierungsZentrum); weitere Ausgaben: Venedig (?) 1568 (Digitalisat in Getty Research Portal); Girolamo Porro, Venedig 1578 (Digitalisat in Münchener DigitalisierungsZentrum); Francesco Ziletti, Venedig 1583 (Digitalisat in Münchener DigitalisierungsZentrum); Giovanni Battista Bertoni, Venedig 1602 (Digitalisat in Heidelberger historische Bestände – digital).
- Girolamo Ruscelli: Le imprese illustri. Francesco Rampazetto, Venedig 1566 (Digitalisat in Internet Archive; Digitalisat eines kolorierten Exemplars in e–rara); weitere Ausgabe: Francesco de Franceschi Senesi, Venedig 1584 (Digitalisat in Münchener DigitalisierungsZentrum).
- Luca Contile: Ragionamento […] sopra la proprietà delle imprese con le particolari de gli Academici Affidati. Bartoli, Pavia 1574 (Digitalisat in Internet Archive).
- Camillo Camilli: Imprese Illustri di diversi. 3 Bände. Ziletti, Venetia 1586, Band 1 (Digitalisat in Heidelberger historische Bestände – digital); Band 2 (Digitalisat in Heidelberger historische Bestände – digital); Band 3 (Digitalisat in Heidelberger historische Bestände – digital).
- Nicolas Reusner: Symbolorum imperatorium classis prima (Digitalisat in Münchener DigitalisierungsZentrum). […] classis secunda (Digitalisat in Münchener DigitalisierungsZentrum). […] classis tertia (Digitalisat in Münchener DigitalisierungsZentrum). 3 Bände. Moenus, Frankfurt am Main 1588 (unbebildert).
- Jacobus Typotius (Text), Egidius Sadeler (Kupferstiche): Symbola. 2 Bände. Jacobus Typotius, Egidius Sadeler, Prag 1601–1602. Band 1: Divina Et Humana Pontificum, Imperatorum, Regum. Prag 1600 (Digitalisat in Münchener DigitalisierungsZentrum); Band 2: Varia Diversorum Principum et Sacri Imperii. Prag 1602 (Digitalisat in).
- Adrien d’Amboise: Devises royales. Rolet Boutonné, Paris 1621 (Digitalisat in GoogleBooks).
- Giovanni Ferro (1582–1630): Teatro d’imprese. 2 Bände. Venedig 1623. Parte prima (Digitalisat in Münchener DigitalisierungsZentrum). Parte Seconda (Digitalisat in Münchener DigitalisierungsZentrum).
- Pierre Le Moyne SJ: Devises héroiques et morales. Courbé, Paris 1649 (Digitalisat in Münchener DigitalisierungsZentrum).
- Silvester Petra Sancta SJ: De Symbolis Heroicis Libri IX. Officina Plantiniana. Balthasar Moretus, Antwerpen 1634 (Digitalisat in Münchener DigitalisierungsZentrum); Zweite Auflage: Symbola Heroica. Gillis Janssonius van Waesberge, Hendrik Wetstein, Amsterdam 1682 (Digitalisat in Internet Archive).
- Pierre Le Moyne SJ: De l’Art des Devises. Cramoisy, Paris 1666 (Digitalisat in Münchener DigitalisierungsZentrum).
- Claude-François Ménestrier SJ: La devise du Roy justifiée. Estienne Michalet, Paris 1679 (Digitalisat in Münchener DigitalisierungsZentrum).
- Jacobus Boschius SJ: Symbolographia sive de arte symbolica sermones septem. Johannes Caspar Bencard, Augsburg / Dillingen 1702 (Digitalisat in Münchener DigitalisierungsZentrum).

## Impresentheorie (sofern nicht in einer Impresensammlung enthalten) (Auswahl)
- Scipione Ammirato: Il Rota overo dell'imprese Dialogo. G. M. Scotto, Napoli 1562 (Digitalisat in Internet Archive).
- Bartolomeo Taegio: Il Liceo. 2 Bände. Girardo di Comaschi (Band 1, 1572), Paolo Gottardo Pontio (Band 2, 1571), Melano 1571–1572. Band 2: Ragiona dell’arte de fabricare le imprese conformi a i concetti dell’animo, et si discorre intorno al poetico figmento delle muse (Digitalisat in GoogleBooks).

- Giovanni Andrea Palazzi: Discorsi […] Sopra L’Impresse. Recitati Nell’ Academia d’Urbino. Alessandro Benacci, Bologna 1575 (Digitalisat in der Herzog-August-Bibliothek Wolfenbüttel).
- Stefano Guazzo: Delle imprese. In: Ders.: Dialoghi piacevoli. Giovanni Antonio Bertano, Venedig 1586, S. 49–57 (unbebildert; zur Impresentheorie) (Digitalisat in GoogleBooks).
- Abraham Fraunce: Insignium, armorum, emblematum, hieroglyphicorum, et symbolorum, quæ ab Italis imprese nominantur, explicatio. Thomas Orwinus u. a., London 1588 (Digitalisat in Internet Archive).
- Giulio Cesare Capaccio: Delle imprese. Trattato in tres libri diviso. Neapel 1592 (Digitalisat in Münchener DigitalisierungsZentrum).
- Torquato Tasso: Dialogo Dell’Imprese. Stamparia dello Stigliola ad instantia di Paolo Venturini, Neapel 1594 (Digitalisat in Internet Archive).
- Andrea Chiocco: Discorso Della Natura Delle Imprese, Et Del Vero Modo Formarle. Tamo, Verona 1601 (Digitalisat in GoogleBooks).
- Girolamo Aleandro: Sopra l‘impresa de gli accademici Humoristi discorso. Giacomo Mascardi, Lorenzo Sforzini, Rom 1611 (Digitalisat in Internet Archive)
- Ercole Tasso: Della realtà, e perfettione Delle Imprese. Comino Ventura, Bergamo 1612 (Digitalisat in GoogleBooks).
- Silvester Petra Sancta SJ: De Symbolis Heroicis Libri IX. Officina Plantiniana. Balthasar Moretus, Antwerpen 1634, passim (Digitalisat in Münchener DigitalisierungsZentrum); Zweite Auflage: Symbola Heroica. Gillis Janssonius van Waesberge, Hendrik Wetstein, Amsterdam 1682 (Digitalisat in Internet Archive).
- Claude-François Ménestrier SJ: La Science et l’Art des Devises. Paris 1686 (Digitalisat in GoogleBooks).
- Carlo Francesco Moles Trivulzio: Discorso intorno alle imprese. Parrino, Neapel 1731 (Digitalisat in Internet Archive).